# Sungai Meran
Sungai Meran is een bestuurslaag in het regentschap Langkat van de provincie Noord-Sumatra, Indonesië. Sungai Meran telt 2243 inwoners (volkstelling 2010).